# Scincella caudaequinae
Espèce
Synonymes
- Leiolopisma caudaequinae Smith, 1951
- Scincella silvicola caudaequinae (Smith, 1951)

Scincella caudaequinae est une espèce de sauriens de la famille des Scincidae.

## Répartition
Cette espèce est endémique du Mexique. Elle se rencontre du Centre du Nuevo León au Sud de l'État de San Luis Potosí.

## Publication originale
- Smith, 1951 : A new species of Leiolopisma (Reptilia: Sauria) from Mexico. University of Kansas science bulletin, vol. 34, no 3, p. 195-200 (texte intégral).